# Мисаки (Осака)
Мисаки (яп. 岬町 Мисаки-тё:) — посёлок в Японии, находящийся в уезде Сеннан префектуры Осака. Площадь посёлка составляет 49,10 км², население — 16 320 человек (1 августа 2014), плотность населения — 332,38 чел./км².

## Географическое положение
Посёлок расположен на острове Хонсю в префектуре Осака региона Кинки. С ним граничат города Ханнан, Вакаяма.

## Население
Население посёлка составляет 16 320 человек (1 августа 2014), а плотность — 332,38 чел./км². Изменение численности населения с 1980 по 2005 годы:
| 1980 | 22 864 чел. |  |
| 1985 | 22 326 чел. |  |
| 1990 | 21 560 чел. |  |
| 1995 | 20 812 чел. |  |
| 2000 | 19 789 чел. |  |
| 2005 | 18 504 чел. |  |

## Символика
Деревом посёлка считается сосна, цветком — рододендрон.